# Gin tonic
Pour les articles homonymes, voir Tonic.

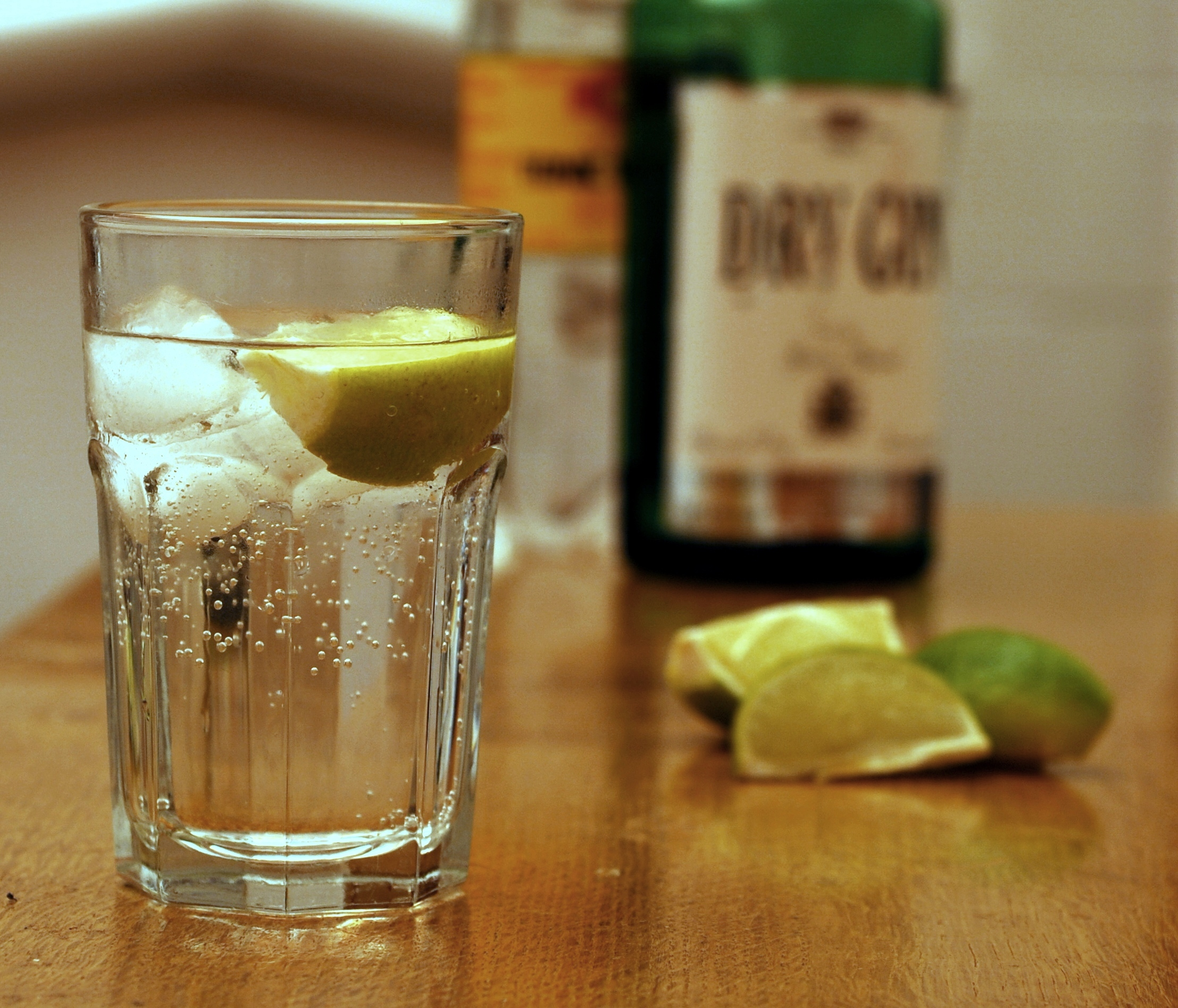
Gin tonic sur une table.

Le gin tonic (de l'anglais gin and tonic ou G & T) est un cocktail alcoolisé à base de gin et d'eau tonique, parfois accompagné d’une tranche de citron, de citron vert ou de concombre, et servi avec de la glace.

## Histoire
Selon la tradition, le cocktail aurait été introduit par la Compagnie anglaise des Indes orientales en Inde au XVIIIe siècle. En réalité, c'est l'eau tonique, initialement découverte au milieu du XVIIIe siècle, qui, contenant de la quinine, était utilisée pour combattre la malaria dans les régions tropicales : le goût en était tellement amer que l'on y ajoutait du sucre et de l'alcool comme le rhum ou le gin, pour la rendre plus acceptable. Le mariage du gin et de l'eau tonique produit un mélange très plaisant qui devint populaire parmi les militaires et colons britanniques au début du XIXe siècle. En effet, l'amertume de l'eau tonique (devenue désormais moindre) se marie relativement bien avec les notes vertes du gin (issu du genévrier). La boisson devient populaire, au-delà de son seul rôle préventif, surtout que le liquide présente l'apparence de l'eau, ce qui permettait d'en boire en toute discrétion. Winston Churchill déclare ainsi : « Le gin tonic a sauvé davantage de vies et d'âmes anglaises que tous les médecins de l'Empire ».
Il faut cependant distinguer le Genièvre (d'origine belge et hollandaise) et le London Dry Gin (d'origine britannique). Le gin tonic se sert traditionnellement dans un verre de type tumbler (long drink ou highball) et depuis quelques années, dans une coupe : la quantité d'alcool est généralement d'1/3 pour 2/3 de tonic, mais peut varier.
On remplace parfois le citron par de l'orange amère ou du concombre. On peut aussi ajouter du jus de citron, convoquer un gin de marque vintage et remplacer l'eau tonique par un sirop concentré plus amer de type Indian Tonic, etc.
Au début du XXIe siècle, certains colorent le gin en bleu avec des fleurs de clitoria car il vire au rose/violet lorsqu'on ajoute du tonic.

## Dans la culture populaire
En 1980, Françoise Hardy sort l'album Gin tonic. Le chanteur Billy Joel évoque aussi cette boisson dans sa chanson Piano man (1973). Elle apparaît dans de multiples romans, notamment de Bret Easton Ellis, Anne Berest, John le Carré, F. Scott Fitzgerald (Gatsby le Magnifique), John Cheever (Les Malheurs du gin), Graham Greene (Le Fond du problème) ou encore Anthony Burgess (Rome sous la pluie). Plutôt habitué au martini dry, James Bond donne toutefois la recette du gin tonic dans James Bond 007 contre Dr No (1962). Les héroïnes de la série Absolutely Fabulous en boivent également. Le bassiste John Paul Jones en buvait souvent en coulisses avant d'entrer sur scène, la romancière Iris Murdoch se déplaçait avec un thermos rempli de cette mixture et la reine Elizabeth Bowes-Lyon en était friande. Selon l'écrivain Lawrence Osborne, il s'agit d'« acier froid sous forme liquide », et pour l'auteur Pelham Grenville Wodehouse, « si la vie vous met des citrons entre les mains, préparez un gin tonic ».